# Paris (Illinois)
Paris város az USA Illinois államában. Lakosainak száma 8291 fő (2020. április 1.).

## Népesség
A település népességének változása:

| 2010 | 8 837 |
| 2020 | 8 291 |